# Scotorythra dissotis
Scotorythra dissotis là một loài bướm đêm trong họ Geometridae.